# Куртівська волость
Кýртівська волость — історична адміністративно-територіальна одиниця Одеського повіту Херсонської губернії.
Станом на 1886 рік складалася з 4 поселень, 2 сільських громад. Населення — 1196 осіб (636 чоловічої статі та 560 — жіночої), 300 дворових господарств. Площа — 58,24 км2. Відносилась до волості першого стану.
На сьогодні це територія Роздільнянської міської територіальної громади.
|                     | Площа, десятин | У тому числі орної, дес. |
| ------------------- | -------------- | ------------------------ |
| Сільських громад    | 2902           | 2187                     |
| Приватної власності | —              | —                        |
| Казенної власності  | 2308           | —                        |
| Іншої власності     | 120            | 50                       |
| Загалом             | 5331           | 2237                     |

У 1870 році населені пункти Куртівської волості Одеського повіту (село Куртівка, хутір Курти) входили до складу другої мирової судової дільниці. Мировий суддя Карпов мав  місцезнаходження у селі Свиноозерка Більчанської волості.
Найбільше поселення волості:
- Куртівка — село при балці Свина за 50 верст від повітового міста, 860 осіб, 234 двори, православна церква, 2 лавки, базари по неділях.

В 1896 році волость займала площу 60,4 верст2, нараховувала 416 дворів, 2225 осіб. 
Основні населені пункти:
- Костянтинівка — присілок: 67 дворів, 400 осіб (215 чол. та 185 жін.);
- Куртівка — село: 269 дворів, 1354 осіб (727 чол. та 627 жін.), волосне правління, православна церква, 2 школи, 46 учнів (18 хлопців, 28 дівчат), корчма, 3 лавки,
- Куртівські хутори (Синюка та Лановнюка) — 3 двори, 16 осіб (9 чол., 7 жін.);
- Свина — присілок: 77 дворів, 455 осіб (250 чол.,  205 жін.), корчма, залізнична станція в 15 верстах (станція Роздільна).